# Дисгенезия гонад
Дисгенезия гонад — любое врожденное нарушение развития репродуктивной системы у мужчин или женщин. Это аномальное развитие гонад у зародыша, в котором репродуктивная ткань заменена нефункциональной волокнистой тканью, называемой «гонадный тяж». Такое состояние являются формой аплазии, приводящей к гормональной недостаточности, которая проявляется в виде полового инфантилизма и бесплодия. Половое созревание не наступает, вторичные половые признаки не развиваются.
Развитие гонад — это генетически контролируемый процесс, зависящий от хромосомного пола (XX или XY), который определяет формирование гонады (яичник или яичко).
Дифференциация гонад требует строго регулируемого каскада генетических, молекулярных и морфогенных событий. При образовании развитой гонады секреция стероидов влияет на локальные и отдаленные рецепторы для продолжения морфологических и биохимических изменений. Это приводит к формированию соответствующего фенотипа в зависимости от кариотипа (46, XX для женщин и 46, XY для мужчин).
Дисгенезия гонад возникает из-за неспособности передачи сигналов в этом жестко регулируемом процессе во время раннего развития плода.
Проявления дисгенезии гонад зависят от этиологии и тяжести основного дефекта.

## Причины
- Чистая дисгенезия гонад 46, XX, также известная как XX-дисгенезия гонад
- Чистая дисгенезия гонад 46, XY, также известная как синдром Свайера
- Смешанная дисгенезия гонад, также известная как  45,X/46,XY-мозаицизм
- Синдром Шерешевского — Тёрнера
- Эндокринные нарушения